# Boal (uva)

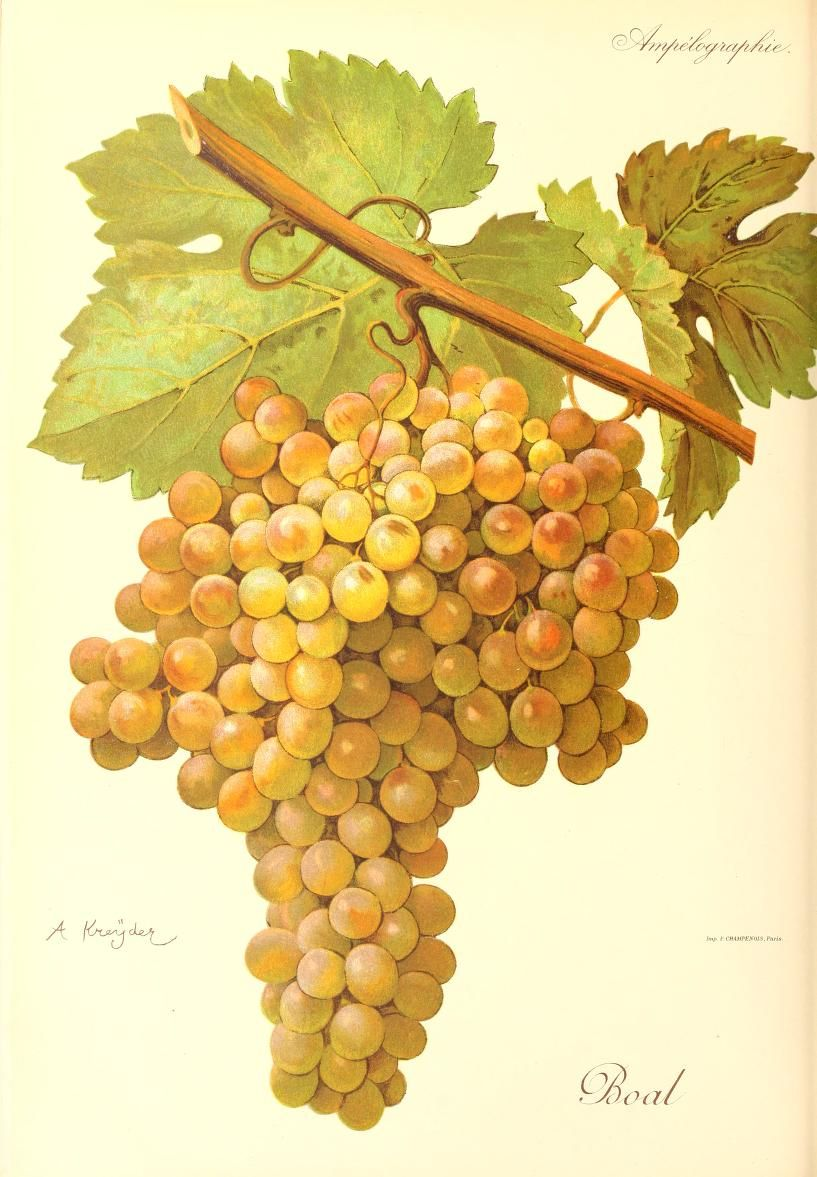
Dibujo de un racimo de boal en Viala & Vermorel.

Boal es el nombre dado a algunas variedades de uvas cultivadas en Portugal, usadas a menudo en la producción de vinos fortinificados medios o ricos de la isla de Madeira.
En algunos de los vinos etiquetados como "Vino de Madeira", el nombre de la variedad es bual, que es como se la conoce en el mundo anglosajón. Los vinos de Madeira de bual son normalmente menos dulces que los de malvasía, pero más dulces que los de sercial o verdelho. La vid es también común en el territorio peninsular de Portugal y en España, donde la fruta es usada de la misma forma para vinos fortificados.

## Boal de Madeira
En muchos de los cultivos de boal de Madeira la uva más abundante es la conocida como boal cachudo (un sinónimo para la variedad española doña blanca, aunque las dos variedades podrían ser diferentes), la cual, según su perfil de ADN, podría ser idéntica a la malvasía fina que crece en el valle del Duero.

## Boal destacado
El palacio de Buckingham conserva 25,000 botellas de vino, siendo la más antigua una botella de bual de 1815.